# Witwanghoenderkoet
De witwanghoenderkoet (Chauna chavaria) is een vogel uit de familie van de hoenderkoeten (Anhimidae). De wetenschappelijke naam van de soort is gepubliceerd in 1766 door Linnaeus.

## Kenmerken
De vogel heeft een lengte van 83 cm.

## Voorkomen
De soort komt voor in noordelijk Colombia en noordwestelijk Venezuela.

## Beschermingsstatus
Op de Rode Lijst van de IUCN heeft de soort de status niet bedreigd.